# 山姆·亞當斯獎
山姆·亞當斯獎（英語：Sam Adams Award）是由山姆·亞當斯協會一年一度所頒發的獎項，這個協會的成員主要是由退休的中央情报局官員所組成，頒發給基於正直與倫理為情報界而付出貢獻的情報專家。這是以山繆·A·亞當斯為名的獎項，他是越南战争期間任職於中央情报局的揭黑幕者。很多領獎者皆是揭黑幕者。

## 領獎者
- 2002年：柯琳·羅利（英语：Coleen Rowley）
- 2003年：凱薩琳·甘恩（英语：Katharine Gun）
- 2004年：西貝爾·艾德蒙（英语：Sibel Edmonds）
- 2005年：克雷格·莫瑞（英语：Craig Murray）
- 2006年：山繆·普羅凡斯（英语：Samuel Provance）
- 2007年：安德魯·維爾基（英语：Andrew Wilkie）
- 2008年：法蘭克·格雷維爾（英语：Frank Grevil）[1]
- 2009年：拉瑞·維爾克爾森（英语：Larry Wilkerson）
- 2010年：維基解密與朱利安·阿桑奇[2]
- 2011年：湯瑪斯·安德魯·德雷克（英语：Thomas Andrews Drake）與潔斯琳·雷達克（英语：Jesselyn Radack）
- 2012年：湯瑪斯·芬傑（英语：Thomas Fingar）
- 2013年：爱德华·斯诺登[3][4][5]
- 2014年：切爾西·曼寧， 美國陸軍士兵於2013年7月因違反《間諜法》和其他罪行而被定罪。